# Institut Congolais pour la Conservation de la Nature
Institut Congolais pour la Conservation de la Nature, ICCN (dansk: "Congolesisk Institut for Naturbeskyttelse") er en congolesisk statslig partner, der har til opgave at beskytte og bevare Virunga nationalpark og Kahuzi-Biega nationalpark, som begge er på   UNESCO's Verdensarvsliste i Den Demokratiske Republik Congo. Medlemmer af ICCN står  for den overordnede beskyttelse af parkerne og den truede bjerggorilla. ICCN samarbejder med forskellige nationale og internationale NGO-partnere.